# Olivier Blanchard
Olivier Jean Blanchard (Amiens, 27 dicembre 1948) è un economista francese.

## Biografia
Blanchard ha ottenuto un dottorato in Economia nel 1977 al MIT. Ha insegnato ad Harvard tra il 1977 e il 1983, dopodiché è tornato al MIT come professore. Tra il 1998 e il 2003 Blanchard fu anche direttore del Dipartimento di Economia in questa università. È docente di Economia al Massachusetts Institute of Technology, ma dal settembre 2008 ricopre la posizione di capo economista al FMI, a cui dedica gran parte del suo tempo, ma nel 2015 si ritira da tale organo. È inoltre un consigliere della Federal Reserve di Boston (dal 1995) e di New York (dal 2004).
Blanchard ha pubblicato numerosi articoli di ricerca nell'ambito della macroeconomia, compreso uno dei più conosciuti libri di testo in questa materia, Macroeconomia, edito in Italia da il Mulino.

## Vita privata
Sposato con Noelle Blanchard, ha tre figlie: Serena, Marie e Giulia.